# Erica extrusa
Erica extrusa är en ljungväxtart som beskrevs av Robert Harold Compton. Erica extrusa ingår i släktet klockljungssläktet, och familjen ljungväxter. Inga underarter finns listade i Catalogue of Life.